# پاتریک کوبن
پاتریک کوبن (فرانسوی: Patrick Cubaynes‎؛ زادهٔ ۶ مهٔ ۱۹۶۰) بازیکن سابق فوتبال اهل فرانسه است.
از باشگاه‌هایی که در آن بازی کرده‌است می‌توان به باشگاه فوتبال مون‌پلیه، باشگاه فوتبال استراسبورگ، باشگاه فوتبال المپیک مارسی و باشگاه فوتبال باستیا اشاره کرد.